# Плавающий танк
Плавающий танк — боевая машина (танк), способная самостоятельно преодолевать водные преграды посредством удержания на поверхности воды и вести бой на суше и воде. 
Существуют три возможности обеспечить плавучесть танка: за счёт водоизмещения его корпуса, с помощью внешних навесных понтонов и используя раздвижные (похожие на гармошку) экраны.

## История развития

### Межвоенный период и Вторая мировая война

#### Великобритания
Первую плавающую броневую машину построили англичане. Это был средний танк D, прототип которого был создан в 1919 году под руководством Ф. Джонсона. Танк двигался на воде, перематывая гусеницы — используя эффект «гребного колеса».
В 1929 году в Великобритании был построен разработанный фирмой «Виккерс-Армстронг» по-настоящему надёжный плавающий танк. Эту модель и можно считать матриархом плавающих танков как класса боевых машин. Назвали её танк-амфибия «Виккерс-Карден-Ллойд» типов А4Е11 и А4Е12. Плавал «Виккерс» за счёт максимального облегчения веса, дополнительных баков (установленных под дном корпуса) и поплавков-надкрылков, прикрепленных над гусеницами. Винт приводился в движение валом от коробки передач. Повороты на плаву обеспечивались рулем.

#### СССР
В 1931 году  Управление по механизации и моторизации РККА получило информацию об успешных испытаниях британского танка-амфибии Vickers-Carden-Loyd A4. Осенью 1931 года конструкторский коллектив московского завода «Большевик» получил распоряжение срочно приступить к разработке аналогичной советской машины. Работы возглавил Семен Гинзбург. Спроектированный и построенный опытный легкий плавающий однобашенный танк получил обозначение Т-33.
Одновременно в 1931 году на полигоне в Кубинке проходил испытания плавающий танк Уолтера Кристи, закупленный в США под видом «трактора». Танк был продан без башни. 
В 1932 году на московском заводе № 37 «Красный пролетарий» под руководством Николая Астрова был разработан и построен башенный «плавающий танк первый» ПТ-1 с мощным вооружением: пушка 20-К и три пулемета ДТ-29 в башне и четвертый пулемет ДТ-29 в передней плите корпуса. Машина оказалась удачной и успешно прошла испытания. Однако на вооружение танк ПТ-1 не поступил. Предподчтение было отдано пушечным быстроходным танкам серии БТ.
В СССР в 1932 году на основе прототипа Т-33 был построен легкий разведывательный плавающий танк Т-37А, оснащенный боковыми поплавками. А четыре года спустя появилась следующая модель — Т-38. Устойчивость этого танка на воде обеспечивалась только за счёт формы корпуса — поплавки отсутствовали. Машина стала шире и ниже, что повысило её остойчивость, а улучшенная система подвески позволила увеличить скорость и плавность хода, он был наиболее удачным среди плавающих танков 1930-х годов и выпускался промышленностью до 1939 года.
В середине 30-х годов XX века плавающие танки сделали пробег, в течение которого шли по воде, в том числе по озеру Ильмень, от устья Шелони до истока Волхова, от Волхова до Ладоги, по ладожскому каналу в Неву, по Неве до Петропавловской крепости. Была осуществлена переброска плавающих танков на большие расстояния по водным путям на буксире пароходов. Опыт вполне удался, на буксире водили взвод танков со скоростью до 10 км в час по Неве.

#### США
1922—1927 годах в США Уолтером Кристи велись аналогичные английским разработки. В серию ни одна из созданных машин запущена не была. Один из плавающих танков приобрел СССР.
В ходе войны в 1942—1944 годах, готовясь к десантным операциям на островах Тихого океана и в Европе, американские специалисты создали серию плавающих боевых машин. Вся созданная в этот период американцами серия LVT не имела гребных винтов и рулей поворота. А движение осуществлялось перемоткой гусениц. Машины серии LVT отличались хорошими мореходными качествами, но на суше были малоподвижны и (ввиду слабого бронирования и больших размеров) очень уязвимы для огня противника. Выпущено их было много — около 18 500 единиц. Эти танки участвовали во всех десантных операциях союзников во Второй мировой войне. Также более 1000 танков — в основном «Валентайнов» и «Шерманов» — в годы войны были переоборудованы в плавающие при помощи системы Duplex Drive (DD), использовавшей раздвижной экран.

#### Польша
Под влиянием английского танкостроения в Польше был спроектирован и построен в двух экземплярах экспериментальный плавающий танк PZInż 130. Проектирование велось под руководством  ведущего инженера Эдварда Габича. Боевая машина в малой серии производилась в Чехословакии.

#### Чехословакия
ŠOT явился первым плавающим танком Чехословакии. Проект был заказан армией в октябре 1936 года под влиянием английской и советской танковых школ. Разработка в конурсном порядке была поручена фирмам Škoda и ČKD. Будущий легкий танк предназначался для разведки и должен был иметь легкую противопульную броню. Вооружение: два тяжёлых пулемёта. 
Škoda в инициативном порядке уже занималась работой над плавающим танком. Это и решило исход конкурса в ее пользу; фирма получила право на разработку новой бронированной машины. Первое название расшифровывалось как ŠO (чеш. Škoda Obojzivilny). После подписания контракта армия присвоила плавающему танку индекс ŠOT.
В постройке прототипа частично использовалось шасси от LT vz.35. Борт состоял из четырёх опорных катков, переднего катка, четырёх роликов, переднего катка и колёс переднего направляющего и заднего ведущего. Клепаный корпус собирался из бронелистов толщиной от 6 до 15 мм. На танк ставился авиадвигатель Avia TR-12 с радиальным расположением цилиндров. Танк вооружался двумя пулемётами ZB vz.37 один в башне, второй в лобовом корпусе. Экипаж: 3 человека.
К моменту оккупации страны Вермахтом прототип SOT не был достроен и оставался на заводе в одном экземпляре.

#### Япония
Ещё одним плавающим танком, разработанным в годы войны, был японский Ка-Ми. Этот танк держался на воде при помощи сбрасываемых после выхода на сушу понтонов, установленных спереди и сзади корпуса. По своим характеристикам на суше он значительно превосходил американскую машину, хотя и терял плавучесть после сброса понтонов. Вдобавок, из-за общей отсталости японского танкостроения, масштабы его производства были очень невелики — всего 180 экземпляров.

### Послевоенный период

#### СССР
После войны в СССР на вооружение приняли ПТ-76, разработанный в 1949−1951 гг. под руководством Ж. Котина. Надежный, маневренный ПТ-76 послужил базой для появившегося в 1952 году бронетранспортера БТР-50П, вмещавшего 20 солдат, и созданного через 5 лет БТР-50ПК.
Впоследствии Советская Армия отказалась от разработки плавающих танков. Их разведывательную функцию приняли на себя плавающие БРДМ и, отчасти, БМП. Функцию огневой поддержки при форсировании водных преград — плавающие САУ (2С1 «Гвоздика», 2С9 «Нона-C» и др.), а также — БМП.

#### Другие государства
Создавали подобную технику и в других странах. Так, в 70-х годах в КНР стали выпускать Тип 63, прототипом которого был ПТ-76, но китайцы применили полусферическую башню с 85-мм пушкой, а корпус выполнили более высоким.
Шведы, учитывая природные особенности своей страны, с 1971 года производили 15,5-тонный танк IKV-91, оснащенный 90-мм пушкой с лазерным дальномером и электронным баллистическим вычислителем и спаренным с нею 7,62-мм пулеметом. 295-сильный дизель, стоящий по диагонали силового отделения, обеспечивал скорость 67 км/ч на суше, а по воде он передвигался за счет вращения резинометаллических гусениц, чья верхняя часть была заключена в гидродинамический кожух.
В наши дни только ПТ-76, американский M551 Шеридан, китайский Тип 63 и шведский IKV-91 способны с ходу, без подготовки и дополнительных приспособлений, преодолевать водные преграды.

##### Китай
На основе глиссрующего бронтеранспортёра/БМП ZBD2000 была создана модификация представляющая собой единственный в мире глиссирующий плавающий танк, развивающий на воде скорость в 50 км/ч.